# داستان فرود سیاوش
کیخسرو پیشروی بسوی اراضی توران را با کمک متحدین آغاز کرده بود شهرها و ولایات توران یکی پس از دیگری در معرض خطر ایرانیان قرار می‌گرفت. اینک سپاه ایران به فرمان کیخسرو و با فرماندهی طوس باید مسیری را طی می‌نمود که بر سر راهشان محل زندگی فرود سیاوش بود. کیخسرو به طوس تأکید کرد سپاه ایران را از مسیری هدایت نماید که از محل حکمرانی فرود کنار و از راه بیابان که کمی سخت‌تر گذر نماید . فرمان کیخسرو پاکدین به طوس چنین است:
| بدو گفت مگذر ز پیمان من    |  | چنین است آیین و فرمان من  |
| نیازرد باید کسی را به راه  |  | چنین است آیین تخت و کلاه  |
| کشاورز گر مردم پیشه‌ور      |  | کسی کاو به لشکر نبندد کمر |
| نباید که بر وی وزد باد سرد |  | مکوش ایچ جز با کسی هم‌نبرد |
| نباید نمودن به بی‌رنج رنج   |  | که بر کس نماند سرای سپنج  |

طوس گفت به راهی روم که تو فرمان دهی سپس عازم جنگ با لشکر افراسیاب شد و در طی مسیر به همان دو راهی مشهور رسید که یکی بیابان بی‌آب و علف و یگری خوش آب و هوا و پر نعمت بود. سپاهیان مطیع فرمان کیخسرو بودند ولی طوس که خود را از نژاد کیان و پسر نوذر می‌دانست و فرمانده نیز بود میسر بهتر را برگزید یعنی مسیر چَرَم که قلعه فرود سیاوش بر سر راه بود، برگزید.
جریره مادر فرود از نزدیک شدن سپاه ایران خوشحال و فرود را نیز با خبر نمود و هر دو خوشحال از رسیدن ایرانیان بودند. جریره گفت کیخسرو برادر توست و چون تو از نژاد کیان هستی، ایرانیان از گوهر و نژاد تو با خبر هستند. فرود گفت اینک نشان از که جویم از ایران کهتر و مهتر کدام است. جریره گفت از میان گردان و نام‌آوران بهرام و زنگه شاوران را بجوی که میان ما و این دو گو سرفراز هیچگونه رازی نیست.